# Rudolph Matthias Dallin
Rudolph Matthias Dallin (* um 1680 in Schwedisch-Vorpommern; † 1743 in Kiel) war ein schwedisch-deutscher Baumeister des Barock. Er begründete die Tradition der Eutiner Hofbaumeister, war zudem ein wichtiger Vertreter der schleswig-holsteinischen Gutsarchitektur und Angehöriger der schwedischen Armee (Kapitän der Ingenieure).

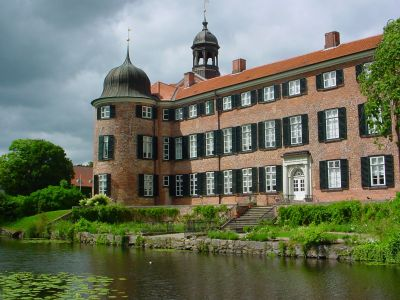
Eutiner Schloss (Gartenfassade mit Turm)

## Leben

### Ausbildung und erster Tätigkeitsschwerpunkt
Rudolph Matthias Dallin verschlug es zu Beginn des Großen Nordischen Krieges (1700–1721) nach Schloss Gottorf bei Schleswig und dort in die Festungsstadt Tönning/Nordfriesland. Herrscher von Schleswig-Holstein-Gottorf und erster bekannter Dienstherr von Dallin war der mit Schweden verbündete Herzog Friedrich IV.
Beim Ausbau der Festungsstadt Tönning arbeitete und lernte Dallin in untergeordneter Position unter dem Baumeister und Generalmajor Zacharias Wolf. Dieser wurde auf das zeichnerische Talent Dallins aufmerksam und empfahl ihn weiter. So wurde Dallin 1715 durch den schwedischen König zum Capitain des Mineurs (Ingenieur-Kapitän) ernannt und somit Offizier der schwedischen Armee, wodurch seine gesellschaftliche Stellung deutlich anstieg. (Offiziere waren weitaus höher angesehen als Baumeister, die im Barock noch keinen besonderen gesellschaftlichen Status hatten. Dies änderte sich erst im nachfolgenden Klassizismus.)

### Hofbaumeister in Eutin und Bauinspektor in Holstein
Nach dieser Ernennung zum Offizier der schwedischen Armee ging Dallin zurück in seine Heimat an die Ostseeküste. Dort in Stralsund geriet er 1715 im Zuge des noch andauernden Großen Nordischen Krieges in Gefangenschaft. Durch seine guten Beziehungen sowohl in Schweden als auch in Norddeutschland, besonders zur Familie von Holstein-Gottorf aus seiner Tönninger Zeit, währte seine Gefangenschaft nur kurz. Bereits 1716 trat er den neu geschaffenen Posten des Eutiner Hofbaumeisters an. Dienstherr Dallins war dort der Fürstbischof von Lübeck, Christian August von Holstein-Gottorf, dessen Residenz in Eutin lag. Dallin gelang es in den folgenden Jahren, eine Tradition von Eutiner Hofbaumeistern zu etablieren. In dieser Funktion folgten ihm Johann Christian Löwen, gen. Lewon, Georg Greggenhofer und P. Richter nach.
1727 wurde er offiziell zum Bauinspektor im Gottorfer Anteil von Holstein ernannt, eine Position, die er faktisch schon seit 1721 innehatte. In dieser Funktion leitet er nun auch ab dem 1. August 1727 den Umbau des Kieler Schlosses. Dallins letztes Werk war das 1743 errichtete Herrenhaus in Johannstorf in Mecklenburg, das er an der Stelle einer ehemaligen Wasserburg für die Familie von Buchwaldt errichtete. Im selben Jahr starb er im Alter von 63 Jahren in Kiel.

### Familie
Durch seine Tätigkeit am Eutiner Hof bedingt, konnte er am 11. Dezember 1720 Justina Dorothea Röhling (1701–1770) heiraten, eine Tochter des fürstbischöflichen Kammersekretärs, dann Kammerrats Wilhelm Röhling. Aus der Ehe stammten bis 1727 vier Kinder. Seine Tochter Catharina Theresia Dallin (1722–1797) heiratete den Theologen, Hofprediger in Eutin und Hochschullehrer in Kiel und Rostock Johann Jakob Quistorp; zu ihren Kindern zählten der Greifswalder Architekt und Zeichenlehrer Johann Gottfried Quistorp sowie der Greifswalder Medizinprofessor Johann Quistorp.

## Werk

### Schlösser
Sein erstes Projekt als Eutiner Hofbaumeister war der von 1716 bis 1727 andauernde Wiederaufbau des bei einem Brand im Jahre 1689 beschädigten Eutiner Schlosses. Er hatte die Leitung über die Arbeiten und entwarf den Umbau des im Kern noch mittelalterlichen Schlosses hin zu einer repräsentativen Vierflügelanlage des Barock. Auch an der Planung des Landschaftsgartens hatte er seinen Anteil, jedoch lag der Hauptteil der Arbeit beim Landschaftsarchitekten Lewon, mit dem Dallin zusammen noch weitere Parks und Gärten errichtete, so etwa den des Kieler Schlosses.
Über seine guten Kontakte kam es auch zu einer zwischenzeitlichen Tätigkeit in Quedlinburg, wo Dallin beim Umbau des Stiftsschlosses beteiligt war.
Ab dem 1. August 1727 leitete er den Umbau des Kieler Schlosses, von dem nur der sogenannte Rantzau-Bau erhalten geblieben ist.

### Gutsbauten

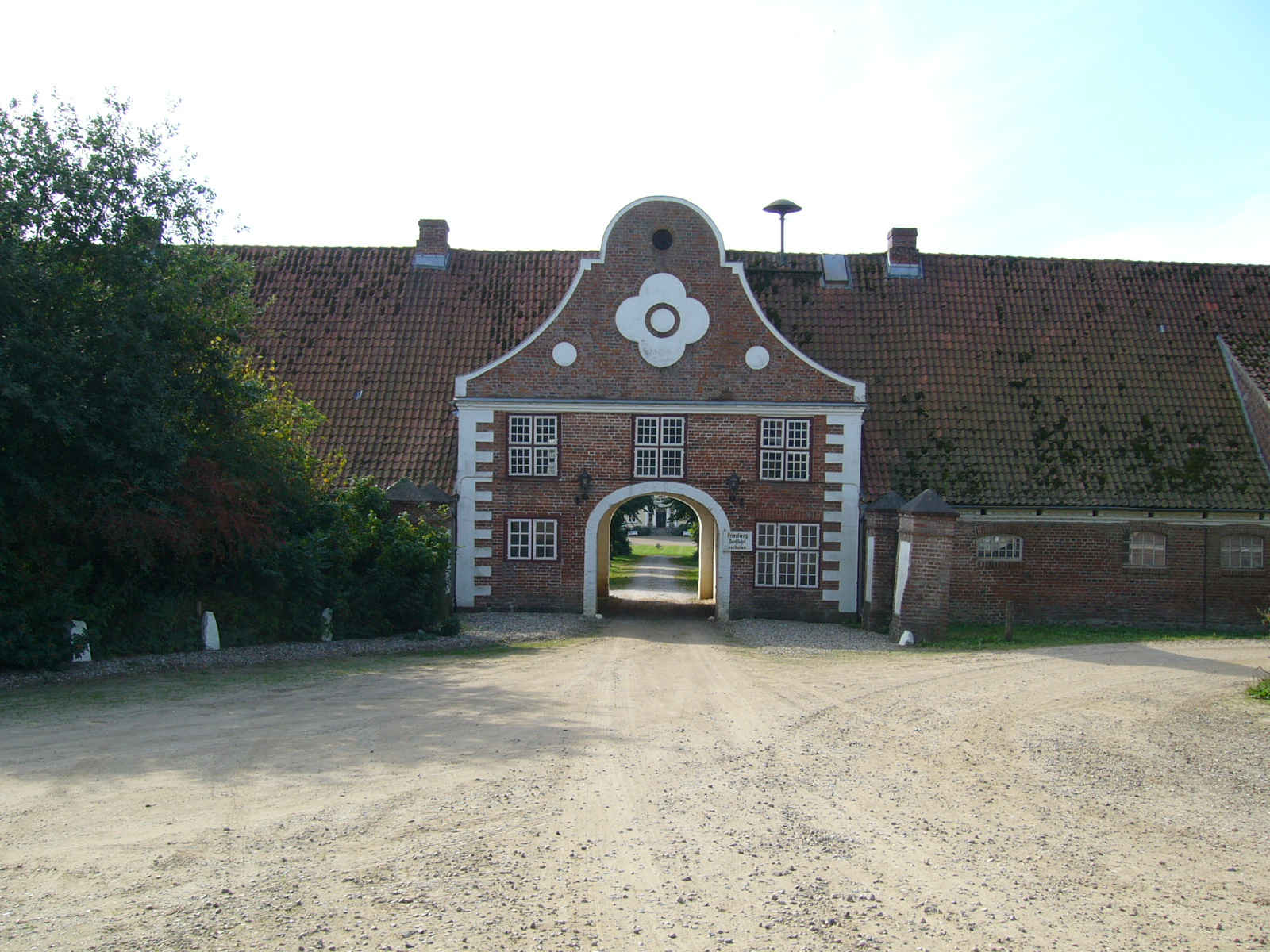
Torhaus Gut Rastorf

Entscheidend für seine große Bedeutung für den Barock in Schleswig-Holstein waren neben den Umbauten der beiden großen Schlösser der Region vor allem die von ihm geplanten Gutsanlagen und Herrenhäuser.
Dallin verband bei seinen Gutsanlagen die Formelemente der bäuerlichen Heimat mit den Vorstellungen des Barock und schuf so Fassaden in prachtvoll geschwungenen Umrisslinien (v. a. Schweifgiebel und Eckeinfassung). Seine Entwicklung führte ihn über aufwändige Giebel (Gut Rastorf) hin zu viel strengeren Linien beim Gut Rixdorf (gut zu sehen an der Einfahrt des Torhauses). Die von ihm geprägte Trikliniumsanlage der Gutshöfe blieb bis zum Ende des 18. Jahrhunderts prägend für Schleswig-Holstein.
Seinen ersten Gutsanlagenbau leitete Dallin von 1723 bis 1729 beim Neuaufbau des Gutes Rastorf. Bauherr war Graf Christian zu Rantzau. Das Gut war 1720 bei einem Brand zerstört worden. Dallin schuf hier im Schwentinetal eine vollständige, symmetrisch um die Hauptachse gruppierte, einheitliche Gutsanlage mit zugehörigem formalem Lustgarten. Bei dieser Anlage handelte es sich um eine der ersten Gutsanlagen dieser Art in Schleswig-Holstein. Dallin selbst strebte im Folgenden einen nüchternen Stil an. Das heute erhaltene Herrenhaus des Gutes ist nicht das von Dallin errichtete, sondern jenes von C. F. Hansen, nach einem erneuten Brand von 1803 bis 1806 errichtet.
1730 entwarf Dallin einen Plan für eine barocke Neugestaltung des Guts Waterneverstorf, der aber nicht in vollem Umfang verwirklicht wurde.
Dallin schuf von 1726 bis 1737 für Heinrich von Baudissin auf Gut Rixdorf in Lebrade eine einheitliche Hofanlage, in einer Niederung der Kossau gelegen, die bis auf das abgebrannte Herrenhaus noch fast unverändert erhalten ist. Die Gutsanlage besteht aus langgestreckten Backsteingebäuden mit hohen, reetgedeckten Krüppelwalmdächern. Die Giebelfronten sind nur sparsam durch Rauten- und Sägezahnmuster aus Glasursteinen verziert. Die Anlage nimmt damit den von Dallin verfolgten Bezug auf die schlichte bäuerliche Tradition der Region.

### Herrenhäuser

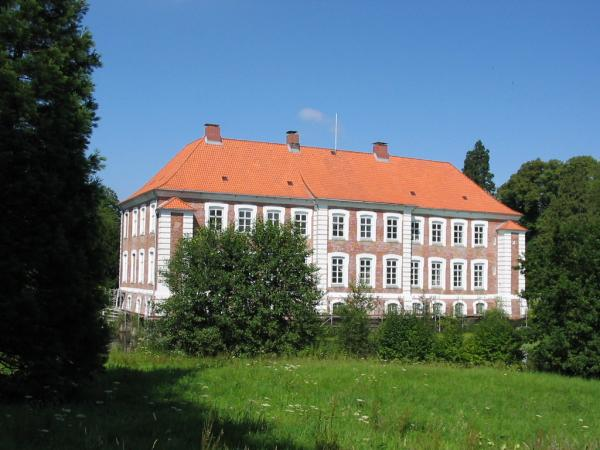
Gut Güldenstein (Herrenhaus)

Sein bedeutendstes Herrenhaus und gleichzeitig das Hauptwerk des Spätbarock in Schleswig-Holstein schuf Dallin 1726 bis 1728 in Harmsdorf im Kreis Ostholstein mit dem Herrenhaus des Gutes Güldenstein. Bauherr war Heinrich von Thienen. Die von Dallin angewandten Stilmerkmale wurden typisch für den Herrenhausbau in Schleswig-Holstein.
Das Herrenhaus des Gutes Güldenstein ist ein roter Backsteinbau mit kleinem Vorplatz, zweigeschossig über hohem Kellersockel und mit einem Walmdach versehen. Die Außenfassade gliedert sich durch zwei kurze Seitenflügel und einen Mittelrisalit mit Dreiecksgiebel angedeutet dreiflüglich in der Frontseite. Den zentral gelegenen Eingang betont eine hohe Freitreppe. Einzige Verzierungen sind Rustikakanten aus weißem Backstein. Die Rückseite und Giebelseiten sind klar untergeordnet. Auch die Innengliederung ist klar strukturiert, so ist das Herrenhaus symmetrisch gegliedert und verfügt über Zimmerfluchten und im zentralen Eingangsbereich über ein Vestibül mit angeschlossener Geschosstreppe. Hier entstand später im Barock oftmals angegliedert der Gartensaal.
Dallin wird auch als Architekt des Herrenhauses auf Gut Pronstorf vermutet. Sein letztes Werk war das 1743 errichtete Herrenhaus in Johannstorf (Mecklenburg), das er an der Stelle einer ehemaligen Wasserburg für die Familie von Buchwaldt errichtete.

### Auswahl weiterer Projekte Dallins zwischen 1725 und 1743
- 1707: Schloss Gottorf (Kreis Schleswig-Flensburg): Generalplan der Residenz
- 1725: Ascheberg (Kreis Plön): Scheune des Gutes (nicht gesichert)
- 1726: Kniphagen (Kreis Ostholstein): Kuhhaus und Scheune
- 1726–1728: Preetz (Kreis Plön): Umbau der evangelischen Stadtkirche
- um 1730: Gremersdorf (Kreis Ostholstein): Torhaus des Gutes Seegalenhof
- 2. Viertel 18. Jh.: Belau (Kreis Plön): Torhaus des Gutes Perdöl
- 1743: Lammershagen (Kreis Plön): Torhaus des Gutes